# Джордж Маршалл
Джордж Ке́тлет Ма́ршалл-моло́дший (англ. George Catlett Marshall, Jr.; 31 грудня 1880, Юніонтаун, Пенсільванія — 16 жовтня 1959, Вашингтон) — американський політичний та військовий діяч, генерал армії (16 грудня 1944), начальник штабу Армії США (1939—1945), державний секретар (1947—1949) і міністр оборони США (1950—1951), ініціатор плану Маршалла, лауреат Нобелівської премії миру (1953).

## Життєпис
Народився в сім'ї Джорджа Кетлетта Маршалла, успішного торговця вугіллям, і Лаури Бредфорд в місті Юніонтаун (штат Пенсільванія). Один з представників родини — Джон Маршалл — був третім головою Верховного суду Штатів. Джордж був другим сином і третім дитям в сім'ї. Джордж був стриманим, серйозним хлопчиком. Незважаючи на опір батьків, він обрав кар'єру військового та у [
1897 році поступив до Віргінського військового інституту і у 1901 році успішно його закінчив.

### Служба в армії
У званні другого лейтенанта Маршалл отримав призначення в піхоту. Служив інструктором в міліційних формуваннях Массачусетсу, був офіцером 4-го піхотного полку в Арканзасі й Техасі.
Потім, відслуживши 18 місяців на Філіппінах, Маршалл повернувся до США і потрапив у Форт-Рено (штат Оклахома). Рік він провів у піхотно-кавалерійській школі у Форт Лівенворті (штат Канзас), закінчивши її з відзнакою у 1907 році, у 1908 році Маршалл закінчив армійський штабний коледж. Після другого терміну на Філіппінах з 1913 по 1916 рік, де він проходив службу в 13-му піхотному полку, повернувся до США і був призначений у Сан-Франциско ад'ютантом генерала Дж. Белла, а потім у Форт-Дуглас (штат Юта). У ті роки один з командирів відзивався про нього так:
«На мій погляд, в армії не знайдеться і п'яти чоловік, здатних краще, ніж він, командувати дивізією».

### Перша світова війна
З моменту вступу Сполучених Штатів до Першої світової війни у 1917 році, Маршалл відбув з першим конвоєм американських військ до Франції.
У лавах 1-ї піхотної дивізії в Першій світовій війні, Маршалл брав участь в битвах поблизу Люневіля, в Пікардії і Кантіньї в 1917 році. Через рік Маршалл перейшов у генеральний штаб, де він у чині полковника очолив оперативний відділ армії та особисто розробляв операції 1-ї армії.
Брав участь в плануванні Сен-Мієльської операції у 1918 році; його рішення про перекидання військ на ділянку фронту р. Маас — Аргонни було високо оцінене генералом Джоном Першингом, ад'ютантом якого він став в 1919 році. Чаклун — як називали його товариші по службі — був нагороджений американською медаллю «За видатні заслуги» і французького Військового хреста з пальмовими гілками.

### Післявоєнний час
Після завершення війни, відповідно до законів мирного часу Маршалл був знижений до військового звання капітана, і продовжував нести службу.
З 1919 по 1924 рік Маршалл перебував ад'ютантом при генералові Першингу, у 1924—1927 роках — заступник командира 15-го піхотного полку в Тяньцзіні (Китай), де він навчився розмовляти та писати китайською мовою. Ці навички згодилися йому пізніше. Після повернення до США навчався у Коледжі армії США, потім був призначений заступником коменданта армійської піхотної школи у Форт Беннінгі (штат Джорджія), де провів майже п'ять років. На викладацькій роботі Маршалл завоював репутацію прибічника передової тактики піхоти і підвищення ефективності бою. Товариші по службі поважали його за чесність, доброту і професіоналізм.
З 1932 року командував 8-м полком, з 1933 року став старшим інструктором Національної гвардії Іллінойса, з 1936 року —командир 5-ї бригади у Ванкувері, Вашингтон. У жовтні 1936 року отримав військове звання бригадний генерал. У 1937 році зустрічав на американській землі екіпаж Чкалова, який зробив перший безпосадочний переліт з Москви в США і приймав радянський екіпаж у себе вдома.
У 1938 році Маршалл переїхав до Вашингтона (округ Колумбія), де став начальником управління військового планування штабу армії США. Рік потому його призначили виконувати обов'язки начальника штабу в чині генерала. 1 вересня 1939 року, з початком Другої світової війни в Європі, Маршалл став начальником штабу армії.
Переконаний, що армія, яка була в США, гідна лише «третьорозрядної держави», Маршалл взявся за оновлення озброєння і зміцнення військ. Слабкість бойової підготовки постійно викликала у нього тривогу, і в 1940 році він переконав конгрес ухвалити закон про вибіркову службу і розглянути питання про національну гвардію. Під час інспекторських поїздок Маршалл переконався в тому, що офіцерському складу необхідно розвивати в собі витримку, уявлення і здібності лідера. У Вашингтоні Маршалл реорганізував військове міністерство для підвищення контролю та ефективності командування. Як і державний секретар того часу Корделл Халл, Маршалл постійно застерігав армійським командирам на Тихому океані про можливий напад з боку Японії.
Він став генералом армії у грудні 1944 року.
Після закінчення війни у вересні 1945 року подав у відставку з посади начальника штабу Армії США і вийшов на пенсію.

### У Китай
У грудні 1945 року президент Гаррі Трумен відправив Маршалл до Республіка Китай. Його нова місія полягала в тому, щоб запобігти відновленню Громадянська війна в Китаї шляхом створення коаліційного уряду між американськими союзниками Гоміндану під керівництвом генералісимуса Чан Кайші та комуністичної партії Мао Цзедуна.
Обидві сторони відхилили його пропозиції, і він повернувся до Сполучених Штатів у січні 1947 року.

### Державний секретар
Після повернення Маршалла до США на початку 1947 року Трумен призначив його державним секретарем.
5 червня 1947 року у промові в Гарвардський університет, Маршалл виклав американську пропозицію. Європейська програма відновлення, як вона була офіційно названа, стала відома як план Маршалла.
Маршалл пішов у відставку з посади державного секретаря 7 січня 1949 року за станом здоров'я. Трумен призначив його на значною мірою почесні посади голови Американської комісії з пам'ятників битв та президента Американського Червоного хреста.

### Міністр оборони

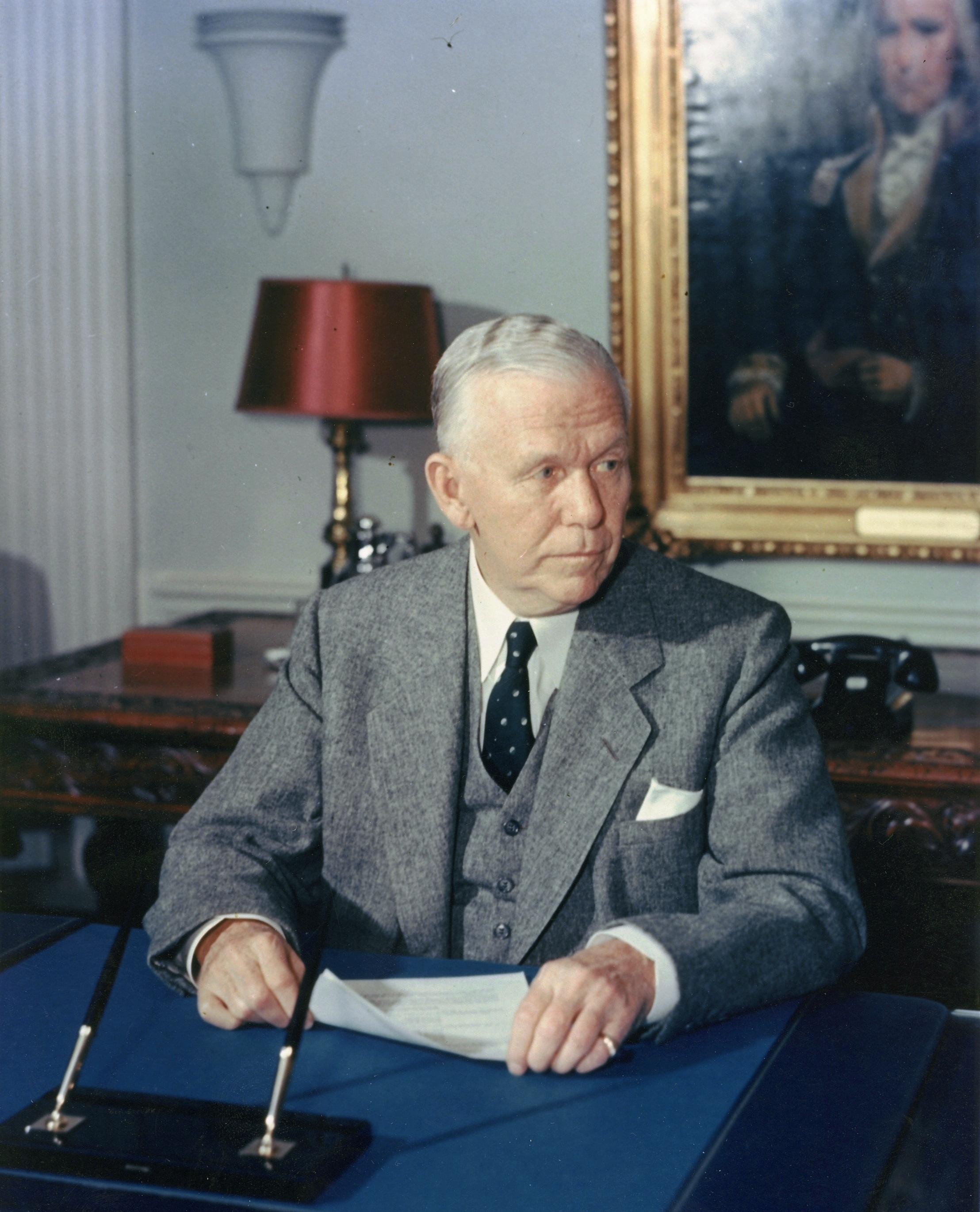
Маршалл на посаді міністр оборони.

був призначений міністр оборони у вересні 1950 року після того, як отримав від Конгресу виняток із Закон про національну безпеку.
Він вийшов на пенсію з державної служби у вересень 1951 року.